# 11eyes: tsumi to batsu to aganai no shōjo
11eyes: tsumi to batsu to aganai no shōjo (11eyes -罪と罰と贖いの少女-?), conosciuto anche semplicemente come 11eyes dal titolo della serie TV anime, è una visual novel per adulti giapponese prodotta e pubblicata da Lass. L'edizione per PC è stata pubblicata il 25 aprile 2008.
Dal videogioco è stato prodotto un manga raccolto in 3 volumi e una serie TV anime di 12 episodi prodotta da Doga Kobo e trasmessa da Chiba TV dal 6 ottobre al 22 dicembre 2009.
In Italia tutti i prodotti di 11eyes sono inediti.

## Trama
Un gruppo di studenti che frequentano lo stesso liceo si ritrovano in un mondo parallelo da loro chiamato Luna Rossa. Qui sono costretti a combattere contro un gruppo di misteriosi nemici, i Cavalieri Neri, i quali vogliono distruggerli per impedire il risveglio della strega Lisette. I combattimenti si intrecceranno con i rapporti e il passato dei protagonisti.

## Personaggi

### Protagonisti
Kakeru Satsuki (皐月 駆?, Satsuki Kakeru)
Doppiato da: Shinsuke Nakamoto (PC), Daisuke Ono (Xbox 360 & anime)
È il protagonista di 11eyes. Kakeru e sua sorella sono rimasti orfani durante la sua infanzia ed andarono in un orfanotrofio, dove lui incontrò per la prima volta Yuka. Dieci anni prima dell'attuale narrazione la sorella di Kakeru si suicidò e Kakeru sentiva che la sua vita era vuota. Tuttavia il rapporto con Yuka e le nuove amicizie al liceo gli hanno permesso di sentirsi veramente vivo. Egli ha un'eterocromia: infatti il colore naturale dei suoi occhi è l'azzurro ma l'occhio destro è invece giallo e per questo egli porta una benda per coprirlo. Ciò è dovuto al potere racchiuso in Kakeru, l'Occhio di Aeon, che permette di prevedere le mosse fatte dalle altre persone. Nella visual novel oltre a ciò l'occhio di Aeon, derivato da uno dei re della Drasuvania vissuto molti anni prima, permette al portatore di assimilare tutti i ricordi e le capacità di innumerevoli portatori precedenti. Il prezzo per questi poteri è che dopo la morte, l'anima del portatore viene assorbita nell'occhio mentre viene passato a un nuovo portatore. Questo spiega perché Kakeru sogna Velad, che era il precedente portatore dell'occhio. L'occhio di Aeon è anche potenziato da un frammento di voidstone della strega Liselotte, al contrario dell'anime dove il frammento determina la presenza dei poteri nascosti nei protagonisti. Egli inizialmente non riesce ad utilizzare i propri poteri, che però acquisisce con il tempo per il forte desiderio di proteggere Yuka.
Yuka Minase (水奈瀬 ゆか?, Minase Yuka)
Doppiata da: Oto Agumi (PC), Mai Goto (Xbox 360 & anime)
Misuzu Kusakabe (草壁 美鈴?, Kusakabe Misuzu)
Doppiata da: Haruka (PC), Yuu Asakawa (Xbox 360 & anime)
Kukuri Tachibana (橘 菊理?, Tachibana Kukuri)
Doppiata da: Risa Matsuda (PC), Noriko Rikimaru (Xbox 360 & anime)
Yukiko Hirohara (広原 雪子?, Hirohara Yukiko)
Doppiata da: Miru (PC), Oma Ichimura (Xbox 360 & anime)
Takahisa Tajima (田島 賢久?, Tajima Takahisa)
Doppiato da: Andarushia (PC), Showtaro Morikubo (Xbox 360 & anime)

### Cavalieri Neri
Avaritia (アワリティア?, Awaritia)
Doppiato da: Eigou Mirai (PC & Xbox 360)
Ira (イラ?, Ira)
Doppiata da: Margarine Tengu (PC & Xbox 360)
Invidia (インウィディア?, Inwidia)
Doppiata da: Risa Matsuda (PC), Noriko Rikimaru (Xbox 360)
Acedia (アケディア?, Akedia)
Doppiato da: Uoshuyaki (PC & Xbox 360)
Gula (グラ?, Gura)
Doppiato da: Keisuke Kuroiwa (PC & Xbox 360)
Superbia (スペルビア?, Superubia)
Doppiata da: Erena Kaibara (PC), Hyo-sei (Xbox 360)

### Secondari
Shiori Momono (百野 栞?, Momono Shiori)
Doppiata da: Honoka Imuraya (PC), Emiko Hagiwara (Xbox 360 & anime)
Kaori Natsuki (奈月 香央里?, Natsuki Kaori)
Doppiata da: Harumi Nukumori (PC), Kaori Mizuhashi (Xbox 360 & anime)
Tadashi Teruya (照屋 匡?, Teruya Tadashi)
Doppiato da: Ouen Maikeru (PC), Kouta Nemoto (Xbox 360)
Saeko Akamine (赤嶺 彩子?, Akamine Saiko)
Doppiata da: AYAKO (PC), Chiaki Takahashi (Xbox 360 & anime)
Lisette Weltall (リゼット・ヴェルトール?, Rizetto Verutōru)
Doppiata da: RINA (PC), Ayano Niina (Xbox 360)
Verard (ヴェラード?, Verādo)
Doppiato da: Hitoshi Bifu (PC & Xbox 360)

### Nuovi personaggi in11eyes CrossOver
Shū Amami (天見 修?, Amami Shū)
La protagonista in 11eyes CrossOver.
Shione Azuma (吾妻 汐音?, Azuma Shione)
Doppiata da: Mai Nakahara
Mio Kouno (紅野 澪?, Kōno Mio)
Doppiata da: Emiri Katō
Kanae Kuroshiba (黒芝 かなえ?, Kuroshiba Kanae)
Doppiata da: Rie Tanaka

### Nuovi personaggi in11eyes Resona Forma
Johanna (ヨハンナ?, Yohanna)
Sophia Measley (ソフィア・ミーズリー?, Sofia Miizurii)
Ema Tajima (田島 恵麻?, Tajima Ema)

## Videogiochi
11eyes ~Tsumi to Batsu to Aganai no Shoujo~
Pubblicato per PC il 25 aprile 2008.
11eyes Crossover
Una versione modificata del gioco originale. I contenuti per adulti sono stati rimossi, ma sono stati aggiunti nuovi personaggi e nuove parti alla trama. Pubblicato per Xbox 360 il 2 aprile 2009, per PSP il 28 gennaio 2010, e per iOS il 2 dicembre 2010.
11eyes -Resona Forma-
Un fandisc pubblicato per PC il 15 aprile 2011.

## Altri media

### Manga
Il manga di 11eyes è stato pubblicato per la prima volta in Giappone sulla rivista Comp Ace, edita da Kadokawa Shoten, da ottobre 2009 a settembre 2010. I capitoli sono stati raccolti in tre tankobon, pubblicati sempre da Kadokawa dal 26 dicembre 2009 al 25 settembre 2010.

### Anime
Un adattamento ad anime basato sul videogioco, creato per un pubblico più vasto di quello originale del gioco, è stato prodotto dallo studio d'animazione Doga Kobo e diretto da Masami Shimoda è stato trasmesso per la prima volta su Chiba TV e successivamente replicato su altre reti sia a livello locale che nazionale dal 6 ottobre al 22 dicembre 2009. La serie è composta da 12 episodi da circa 24 minuti ciascuno. Il 25 giugno 2010 è stato pubblicato il settimo DVD della serie contenente un episodio inedito, in cui sono presenti tutti i personaggi della serie, ma gli avvenimenti non sono collocabili nella serie principale, in quanto l'episodio è ambientato in un altro dei mondi paralleli di cui si parla nel corso degli episodi ed è una semplice parodia della serie TV.

### Colonna sonora
L'originale visual novel 11eyes ha tre brani musicali utilizzati come colonna sonora principale: una sigla di apertura, una sigla di chiusura e un brano inserito all'interno del gioco. La sigla di apertura è "Lunatic Tears" di Ayane, la sigla di chiusura è "Kegare Naki Yume" (穢れ亡き夢?) di Asriel e il brano inserito è "Bōkyaku no Tsurugi" (忘却の剣?) di Ayane. 11eyes CrossOver ha una sigla di apertura, "Endless Tears..." di Ayane, e uno di chiusura, "Tsuioku no Chikai" (追憶の誓い?) di Asriel. Un album contenente la colonna sonora dei videogiochi fu pubblicato il 5 maggio 2009 da Lass, anche se non è mai stato messo in commercio. La sigla di apertura della serie anime "Arrival of Tears" di Ayane, mentre quella di chiusura è "Sequentia" di Asriel. Il trailer della versione per PSP di 11eyes Crossover utilizzò il brano "Shinjitsu e no Requiem" (真実ヘの鎮魂歌?) di Ayane. La musica dell'anime è citata come uno dei punti forti dell'anime nelle recensioni di Anime News Network.

## Accoglienza
La colonna sonora è stata citata come uno dei suoi punti di forza da Theron Martin (Anime News Network). Martin ha detto che 11eyes prova a "fare qualcosa di diverso" per il genere a cui appartiene, ma che non ha il giusto "calibro" per poterlo fare. Ha inoltre elogiato diversi aspetti: gli ottimi colpi di scena, e la seconda parte della serie, ma ha anche affermato che i buoni momenti non sono abbastanza costanti. Chris Beveridge da Mania.com, l'ha comparato con Venus Versus Virus, ed ha osservato che l'anime di 11eyes "ha delle buone idee, ma non le ha espresse a dovere".